# Sistema di numerazione greco
Nell'antica Grecia pare esistessero due tipi di numerazione, entrambe in base dieci. La più antica (numerazione attica) venne usata correntemente fino al V secolo a.C., quando entrò in uso la numerazione ionica che prese il sopravvento in età alessandrina.

## Numerazione attica
Nella numerazione attica (o erodianica, dal bizantino Erodiano  che la descrisse) il sistema era puramente additivo ed esisteva un numero limitato di simboli di valore costante. Il numero 1 era rappresentato con un punto oppure un trattino verticale, ripetuto fino a nove volte per rappresentare, appunto, i numeri da 1 a 9. A questo simbolo se ne aggiungevano altri appositi per il 10, il 100, il 1000 e il 10 000. 
```
1= · ( | (cerchietto, archetto, trattino)
10= - o (trattino orizzontale, cerchietto più grande)
100= ד 
1000= Ψ (albero)

10 000
= C (capanna)
```

Per esempio, per rappresentare il numero 7699 bisognava usare 31 simboli:
```
9 (1) + 9 (10) + 6 (100) + 7 (1000)
|||||||||---------
‭
דדדדדדΨΨΨΨΨΨΨ
```

Il problema era la smisurata ripetizione di segni identici.
Nel VI secolo a.C. ci fu una sostanziale semplificazione della notazione. Furono introdotte cifre speciali per 5, 50, 500, 5000: una base 5 ausiliaria per supportare la base 10.
Così nel caso del 7699
```
1 (5000) + 2 (1000) + 1 (500) + 1 (100) + 1 (50) + 4 (10) + 1 (5) + 4 (1)
```

15 segni e non più 31.
Tale evoluzione alleggeriva la notazione, ma era un regresso per quel che riguardava il calcolo: infatti inserendo cifre speciali supplementari all'unità e a ogni potenza della sua base, si diminuirono le possibilità operatorie (resti e riporti sottostavano a più regole) e ci si costrinse al ricorso di tavole per contare e abachi (supporto esterno).
Inoltre fu usato il metodo dell'acrofonia e cioè quello di utilizzare come segno di un numero l'iniziale del nome del numero stesso, per esempio 5 = pente = Π, 10 = deka = Δ, mentre il 50 era dato da una sovrapposizione delle due lettere. 
In questo modo si andò oltre l'ideogramma.

## Numerazione ionica
Nella numerazione ionica (o alfabetica) si faceva uso delle lettere dell'alfabeto greco; tuttavia richiedeva ben ventisette simboli, tre in più di quanti ne contenesse l'alfabeto classico, motivo per cui si utilizzavano delle lettere presenti nell'alfabeto arcaico: il digamma (ϝ), che in età medievale viene deformato in stigma (ϛ), il qoppa (ϟ) e il sampi (ϡ).
| α (alfa): 1    | ι (iota): 10    | ρ (rho): 100     |
| β (beta): 2    | κ (kappa): 20   | σ (sigma): 200   |
| γ (gamma): 3   | λ (lambda): 30  | τ (tau): 300     |
| δ (delta): 4   | μ (mi): 40      | υ (ypsilon): 400 |
| ε (epsilon): 5 | ν (ni): 50      | φ (phi): 500     |
| ϛ (stigma): 6  | ξ (xi): 60      | χ (chi): 600     |
| ζ (zeta): 7    | ο (omicron): 70 | ψ (psi): 700     |
| η (eta): 8     | π (pi): 80      | ω (omega): 800   |
| θ (theta): 9   | ϟ (coppa): 90   | ϡ (sampi): 900   |

La scrittura di un numero si otteneva per giustapposizione di questi simboli, con un principio di posizione analogo a quello della numerazione decimale: per esempio, il numero 123 si scriveva come ρκγ e non γρκ, sebbene questo potrebbe sembrare equivalente visto che i simboli hanno un valore fisso.
Era possibile anche scrivere numeri più grandi di 999: per le migliaia fino a 9000 si precedeva uno dei numeri unitari con un apostrofo ('), così per esempio 1000 diventava 'α, mentre per le decine di migliaia si usava il simbolo M, per esempio 320 000 diventava Mλβ.
I greci rappresentavano anche le frazioni utilizzando l'apostrofo, posizionandolo però alla fine del numero anziché all'inizio. Così, per esempio, 
{\displaystyle {\frac {1}{2}}} 
diventava β'. Questa notazione andava bene finché il numeratore era unitario, perché quando non lo era si prestava a facili ambiguità. 
Per esempio, ξβ' 
è {\displaystyle 60+{\frac {1}{2}}} oppure {\displaystyle {\frac {1}{62}}} . A causa di questo, nel tempo si utilizzarono altri metodi, come per esempio porre un trattino sopra al numeratore per distinguerlo, finché Diofanto di Alessandria non introdusse una rappresentazione del tutto analoga alla nostra, ma con le posizioni di numeratore e denominatore invertite.